# Дионисий Фурноаграфиот
Диони́сий Фурноаграфио́т, или Диони́сий из Фурны́ (греч. Διονύσιος τοῦ ἐκ Φουρνά ок. 1670 — после 1744) — афонский иеромонах, иконописец, теоретик иконописи. Является автором широко известного сборника наставлений и указаний по иконописи, получившего название «Ерминия Дионисия Фурноаграфиота», который востребован как иконописцами, так и историками искусства.
Родился в Фурнае (современный ном Эвритания) в семье священника. С 1686 года на Афоне, рукоположён во иеромонаха. До 1734 года жил в скиту Мелетия в Карее и работал иконописцем. В 1734 году вернулся в Фурну, где при покровительстве Константинопольского патриархата создал иконописную школу.
Дионисий написал свою Ерминию в 1730—1733 годах и впервые включил в неё как указания на особенности изображения того или иного сюжета или святого (то есть собственно указания, свойственные для иконописных подлинников), так и общие технические наставления по иконописи. Для работы над нею Дионисий привлёк своего ученика Кирилла с Хиоса, активно использовавшего фрагменты из иерусалимских анонимных Ерминий. Также в ее состав был включен более ранний источник с Афона второй половины XVI века — первая известная «Ерминия или Руководство стенному письму».
Получившийся сборник включает в себя 72 параграфа с технологическими наставлениями по иконописи и около 560 параграфов с описанием иконографии Священного Писания и различных святых. Свою работу Дионисий посвятил Богородице, сделав посвящение во введении, где указал, что он, подражая апостолу Луке, бывшему, по преданию, первым иконописцем, решил написать свой труд по иконописи.